# 默奇森瀑布

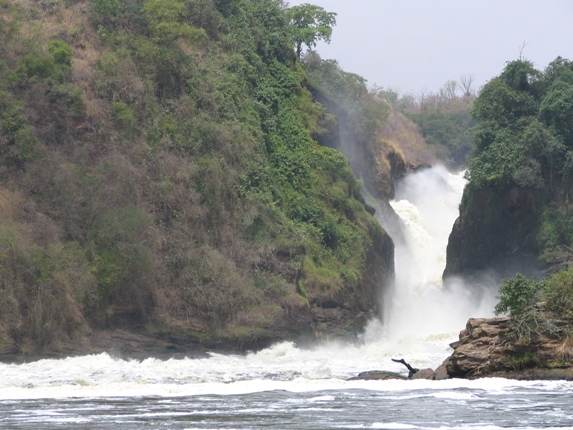

默奇森瀑布（Murchison Falls）是東非的瀑布，位於烏干達西北部默奇森瀑布國家公園內，河水在流經寬度只有7米的狹窄尼羅河道後向下急瀉，瀑布高度為43米，每秒流量300立方米，瀑布下方有該國最大的鱷魚群生活。

## 外部連結
- Photographs of Murchison Falls and wildlife.（页面存档备份，存于）
- World waterfall database
- Picture of Murchison Falls from above （页面存档备份，存于）